# Setaria longipila
Setaria longipila är en gräsart som beskrevs av Eugène Pierre Nicolas Fournier. Setaria longipila ingår i släktet kolvhirser, och familjen gräs. Inga underarter finns listade i Catalogue of Life.